# Horsstomyren
Horsstomyren este o arie protejată (arie specială de conservare — SAC, sit de importanță comunitară — SCI, arie de protecție specială avifaunistică — SPA) din Suedia întinsă pe o suprafață de 246 ha, integral pe uscat.

## Localizare
Centrul sitului Horsstomyren este situat la coordonatele 60°50′18″N 12°52′55″E / 60.8384°N 12.882°E.

## Înființare
Situl Horsstomyren a fost declarat arie de protecție specială avifaunistică în decembrie 1996 pentru a proteja 6 specii de animale. Alte tipuri de protecție:
- sit de importanță comunitară (în ianuarie 1997)
- arie specială de conservare (în martie 2011)[1][3][4]

## Biodiversitate
Situată în ecoregiunea boreală, aria protejată conține 2 habitate naturale: Turbării Aapa, Taiga vestică.
La baza desemnării sitului se află mai multe specii protejate de  păsări (6): cocoșul de mesteacăn (Bonasa bonasia), cocor (Grus grus), ciocănitoare de munte (Picoides tridactylus), cocoșul de mesteacăn (Tetrao tetrix tetrix),  cocoș de munte (Tetrao urogallus), fluierar de mlaștină (Tringa glareola).